# Sumberpucung, Malang
Sumberpucung är en ort och ett distrikt i Indonesien.   Det ligger i provinsen Jawa Timur, i den västra delen av landet, 700 km öster om huvudstaden Jakarta. Kecamatan Sumberpucung ligger vid sjön Waduk Karangkates.